# Djebel Messaad
Djebel Messaad là một đô thị thuộc tỉnh Msila, Algérie. Dân số thời điểm năm 2002 là 11.344 người.